# پارهاسیوس (نقاش)

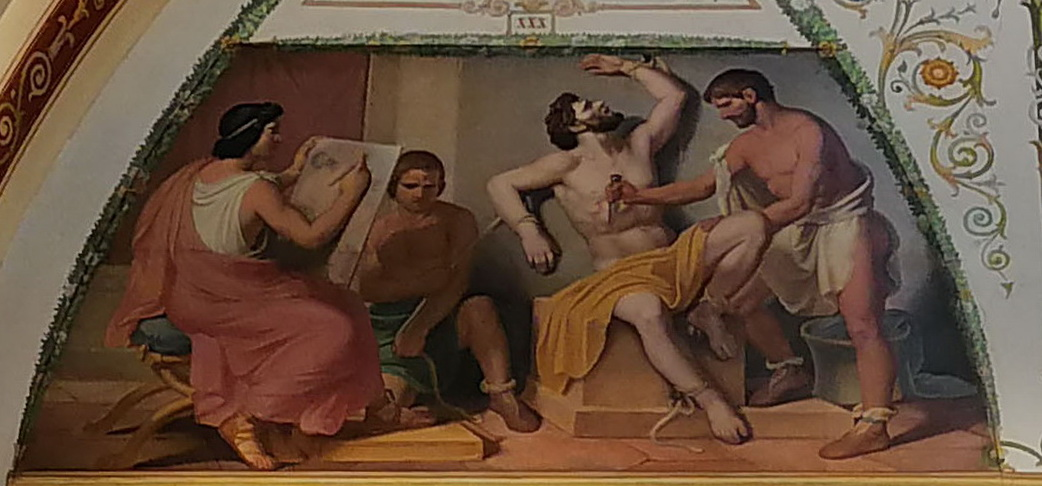
اثر پارهاسیوس

پارهاسیوس (به یونانی: Παρράσιος) (Parrhasius) از شهر افسوس فرزند اونور و یکی از بزرگترین نقاشان یونان باستان بود. در شهر آتن می‌زیست و به عنوان هنرمند سبک آتنی شناخته می‌شود.
وی به عنوان هنرمند پیش از ۳۴۶ (پیش از میلادی) شناخته می‌شود.